# (10121) Arzamas
(10121) Arzamas – planetoida z pasa głównego asteroid okrążająca Słońce w ciągu 5 lat i 263 dni w średniej odległości 3,19 j.a. Została odkryta 27 stycznia 1993 roku w obserwatorium astronomicznym w  Caussols przez Erica Elsta. Nazwa planetoidy pochodzi od miasta Arzamas, założonego w 1578 roku przez Ivana Groźnego. Przed nadaniem nazwy planetoida nosiła oznaczenie tymczasowe (10121) 1993 BS4.